# Anita Lindman
Anita Lindman, senare Andersson Lamm och Lindman Lamm, ogift Lamm, född 14 maj 1932 i Ludvika församling i Kopparbergs län, död 31 augusti 2018 i Norrtälje, var en svensk programpresentatör, programledare och producent på Sveriges Television.

## Biografi
Anita Lindman var dotter till Uno Lamm och Ingalill Beckman samt yngre syster till Martin Lamm. Hon utbildade sig i unga år till förskollärare och blev sedan redaktör inom Sveriges radio/TV. Hon är främst känd för att ha skapat barnprogrammen om Anita och Televinken på TV, radio och skiva med Ola Lundberg som dockförare och röst åt Televinken. Intresset föddes när hon gjorde kasperdockor och kasperteaterföreställningar med modersmålsläraren under skolåren. Anita och Televinken hade premiär 1964 sedan Jeanette von Heidenstam slutat göra barnprogram.
Anita Lindman var även SVT's julvärdinna år 1969, tillsammans med Lasse Holmqvist.

### Privatliv
Åren 1955–1972 var hon gift med Hans Lindman (1927–2001), som var redaktör vid Sveriges Television samt adoptivson till statsminister Arvid Lindmans son Rolf Lindman och Märta Bolinder. De fick barnen Anna (född 1959) och Staffan (född 1962). Åren 1982–1988 var hon gift med Göran Andersson (1944–1991). Efter andra äktenskapet namnändrade hon från Andersson Lamm till Lindman Lamm. Hon var bosatt i Norrtälje.

## Filmografi
- 1964 – Anita och Televinken (TV-serie)
- 1969 – Hur Marie träffade Fredrik, åsnan Rebus, kängurun Ploj och...

## Diskografi i urval
- 1966 – Televinken – en bakskiva
- 1966 – Televinken åker tåg
- 1967 – Televinken och den lilla grisen
- 1968 – Televinken på tivoli
- 1969 – Televinken får en idé
- 1970 – Televinken och Anita på Skansen
- 19?? – Veckans tisdag, Thomas Funck, Anita Lindman, Ola Lundberg, Irène Winqvist
- 1972 – Televinkens rymdfärd
- 1973 – Tjong i baljan, Anita Lindman, Ola Lundberg, Thomas Funck
- 1974 – Anitas och Televinkens trafikskiva
- 1984 – Anita och Televinken befriar draken